# NGC 4980
NGC 4980 é uma galáxia espiral barrada (SBa) localizada na direcção da constelação de Hydra. Possui uma declinação de -28° 38' 30" e uma ascensão recta de 13 horas, 09 minutos e 10,1 segundos.
A galáxia NGC 4980 foi descoberta em 30 de Março de 1835 por John Herschel.